# Countess
Countess is een blackmetalband uit Nederland. De teksten van Countess zijn voornamelijk Satanisch en anti-christelijk. De band is opgericht in 1992. De band is lange tijd een eenmansproject geweest, maar is sinds 2014 weer een echte band geworden, die af en toe optreedt.

## Artiesten
- Orlok - alle instrumenten en zang (Fallen Temple, Hordes, 13 Candles)
- Zagan - gitaar (Manitou, Elohim, Astaroth)
- Mortüüm - drums
- Häxa - keyboards

## Vroegere leden
- Z'non - gitaar (Manitou, Elohim, Astaroth)
- Othalaz - gitaar, keyboard (Fallen Temple, Hordes)
- Vercingetorix - drums
- Warhead - drums
- Imogem - gitaar (Abstrusus)
- Sablast - drums (Abstrusus)
- Wolfram - drums
- Herrjan : keyboard

Z'non speelde op hun demo Permafrost bijna alle instrumenten en nam de zang op zich, terwijl Vercingetorix de bijkomstige keyboards deed. Orlok kwam in de band na de demo.

## Biografie
Vertaald van de officiële website:
Countess is in 1992 opgericht door Vercingetorix (keyboards, backing vocals) en Zénon (vocals, gitaar, bas, drums, keyboards). Beide waren grote Bathory fans. Hun eerste demo, genaamd 'Permafrost', is opgenomen in 1992. Vlak daarna is Orlok tot de band toegetreden (daarvoor bij Death Camp, Fleshlord, Fallen Temple, Forgotten). Na het opnemen van de eerste plaat, genaamd 'The Gospel of the Horned One', viel de band vrij snel uiteen. De plaat is opgenomen tijdens de kortste dag in een boerderij met Orlok op zang en bas, Zénon op guitar en Vercingetorix op drums en keyboards. The plaats is in 1994 uitgebracht door Thurisaz Productions. Een label die door Orlog is opgericht. De CD kreeg in het blad Terrorizer No. 11 een review met commentaar op het primitieve geluid: "This sounds like it could have been recorded back in the mists of 1983, so primitive and primal is its feel."
In de beginjaren was er een constante wisseling van muzikanten. Ondanks dat speelde de band zijn eerste live optreden in December 1993 op het 'Black Christmas' festival. Er waren nog een aantal optredens het volgende jaar. In 1994 werd de band hun eerste volledige CD 'The Return Of The Horned One' uitgebracht. Ondanks de ruwe benadering, of wellicht erdoor, blijft deze plaat een favoriet onder fans. Vandaag de dag worden nog steeds nummers van deze plaat live gespeeld, zoals 'Aleidis', het bombastische 'Fire & Blood' en natuurlijk het bijzondere epos 'Bloed In De Sneeuw' (algemeen beschouwd als de eerste  Black Metal song ooit met teksten in het Nederlands).
In maart 1995, kwam er een nieuwe line-up die vrij stabiel bleef voor een paar jaar, met natuurlijk Orlok op zang en bas, Zagan op gitaar en Warhead op drums. Deze line-up deed een korte succesvolle Duitse tour in mei 1995, co-headlining met de Italiaanse legende Mortuary Drape.
Na twee albums in 1995 en 1996 waar Orlok weer min of meer alleen op speelde ('Ad Maiorem Sathanae Gloriam' en 'The Book Of The Heretic') kwam de band eindelijk met een plaat met de nieuwe line-up in juni 1997, kort na de korte Nederland/Duitse tour met Barathrum and Sabbat van Japan. Ondanks dat dit album, genaamd 'Hell's Rock & Roll', slechts vier nummer bevatte, wordt deze ep door de fans geroemd en werd het een instant klassieker.
In die tijd waren de bandleden klaar met de scene. Er werd nagenoeg geen materiaal meer geschreven en er waren geen mogelijkheden voor optreden. Hierdoor besloten ze gezamenlijk om te stoppen in november 1997.
Voor ongeveer een jaar was de band dood, totdat Orlok het in 1998 tijd vond om de band nieuw leven in te blazen. Het werd alleen wel een solo project, ondanks dat af en toe oude bandleden een steentje bijdroegen. Zagan speelde bijvoorbeeld gitaar op de 'Revenge Of The Horned One' albums.
Countess bleef op deze manier albums produceren, die allemaal uitkwamen op het Bavarische label 'Barbarian Wrath'. Ondanks dat de muziek van Countess bleef geworteld in de eerste wave van Black Metal, kwamen er geleidelijk invloeden van traditionele heavy metal in het geluid van de band. Deze invloeden waren eigenlijk al aanwezig op de eerste platen, maar werden door de jaren heen steeds prominenter tot het punt waar het album van 2011 'On Wings Of Defiance' gekarakteriseerd kan worden als een echte Heavy/Black Metal hybride.
In februari 2013 is Zagan teruggekomen bij de band. In June 2013 heeft de band een nieuwe digital EP, 'Sermons Of The Infidel' uitgebracht, waarop 6 nieuwe versies van diverse klassiekers uit het verleden kwamen en twee niet eerder uitgebrachte nummers. In april 2014 heeft Countess het langverwachte album, genaamd 'Ancient Lies And Battle Cries' uitgebracht. Het resultaat van meer dan drie jaar schrijven en opnemen. Hierop staan 10 nummers met metal, waarop de eerste wave van Black Metal en traditionele Heavy Metal samenkomen, zoals alleen Countess dat kan.
Kort na het uitbrengen van het nieuwe album werd de band van Orlok en Zagan uitgebreid met Wolfram (drums) en Herjann (keyboards). Dit omdat de band weer wilde optreden en er dus een volledige bezetting nodig was. In mei 2014 heeft Countess weer voor het eerst in zestien jaar live opgetreden. Dit was onder andere op het 'Veneration Of The Dead' festival in Rotterdam, 'Under The Black Sun' in Berlijn en 'Metal Magic' in Denemarken. Eind 2015 heeft Mortüüm de drums overgenomen. Orlok, Zagan en Mortüüm hebben vervolgens in 2016 het album 'Fires Of Destiny' opgenomen. Kort hierna is Häxa toegtreden om keyboard te spelen.

## Discografie

### Demo's
- 1993 Permafrost
- 1994 The Wolves Awake
- 1995 Promo'95
- 1994 Doomed to Live (live tape)

### Ep's
- 1995 The Wrath of Satan's Whore
- 1997 Hell's Rock and Roll

### Split
- 2003 Orgasmatron (Megiddo/Countess)

### Albums
- 1993 The Gospel of the Horned One
- 1994 The Return of the Horned One
- 1995 Ad Maiorem Sathanae Gloriam
- 1996 The Book of the Heretic
- 2000 The Shining Swords of Hate
- 2001 The Revenge of the Horned One Part I
- 2002 The Revenge of the Horned One Part II
- 2004 Heilig Vuur
- 2005 Spawn Of Steel
- 2006 Holocaust Of The God Believers
- 2007 Blazing Flames Of War
- 2010 Burning Scripture
- 2011 On Wings Of Defiance
- 2013 Sermons Of The Infidel (digital)
- 2014 Ancient Lies And Battle Cries
- 2014 Sermons Of The Infidel (full CD)
- 2016 Fires Of Destiny
- 2017 Into Battle (live tape)